# Distretto di Junagadh
Il distretto di Junagadh è un distretto del Gujarat, in India, di 2 448 427 abitanti. Il suo capoluogo è Junagadh.
Nel territorio del distretto si trova il tempio di Somnath, uno dei 12 siti più sacri al dio Shiva.